# Amphithemis kerri
Amphithemis kerri – gatunek ważki z rodziny ważkowatych (Libellulidae).